# نوکیا ۳۲۱۰
نوکیا ۳۲۱۰ یک نمونه از گوشی‌های شرکت نوکیا می‌باشد که در ۱۸ مارس ۱۹۹۹ معرفی شد.
۳۲۱۰ توسط Alastair Curtis در مرکز طراحی لس آنجلس نوکیا طراحی شده است. توسعه توسط فرانک نووو، که نوکیا ۸۱۱۰ شیک و منحنی را در سال ۱۹۹۶ طراحی کرده بود، رهبری شد. تیم می‌خواست یک گوشی «مشخص» و قابل شخصی‌سازی فراتر از بازار معمول تلفن‌های همراه تجاری-محور، با الهام از طرح‌های Casio G-Shock و Sony Walkman ایجاد کند؛ بنابراین تلفن بسیار تأثیرگذار شد.
در سال ۲۰۲۴، اچ‌ام‌دی گلوبال نسخه احیاشده نوکیا ۳۲۱۰ را با پشتیبانی از 4G، دوربین ۲ مگاپیکسلی، نمایشگر IPS, USB-C، اجرای سری ۳۰+ بر اساس سیستم عامل Mocor و دارای فناوری Cloud Phone معرفی کرد. در سال ۲۰۲۵، اچ‌ام‌دی نسخه دیگری به نام HMD Barça 3210 را با همکاری باشگاه فوتبال بارسلونا معرفی کرد که بر اساس نوکیا ۳۲۱۰ احیا شده بود اما با طراحی تم و ویژگی‌های بارسلونا.